# Турсель-Шомон
Турсе́ль-Шомо́н (фр. Tourcelles-Chaumont) — коммуна во Франции, находится в регионе Шампань — Арденны. Департамент коммуны — Арденны. Входит в состав кантона Машо. Округ коммуны — Вузье.
Код INSEE коммуны — 08455.
Коммуна расположена приблизительно в 175 км к востоку от Парижа, в 55 км севернее Шалон-ан-Шампани, в 45 км к югу от Шарлевиль-Мезьера.

## Население
Население коммуны на 2008 год составляло 96 человек.
| 1962 | 1968 | 1975 | 1982 | 1990 | 1999 | 2008 |
| ---- | ---- | ---- | ---- | ---- | ---- | ---- |
| 66   | 67   | 52   | 44   | 54   | 73   | 96   |

## Экономика
В 2007 году среди 54 человек в трудоспособном возрасте (15—64 лет) 43 были экономически активными, 11 — неактивными (показатель активности — 79,6 %, в 1999 году было 70,6 %). Из 43 активных работали 35 человек (18 мужчин и 17 женщин), безработных было 8 (2 мужчин и 6 женщин). Среди 11 неактивных 3 человека были учениками или студентами, 3 — пенсионерами, 5 были неактивными по другим причинам.

## Фотогалерея
- Мэрия
- Плато Мазагран
- Карта коммуны